# Estadio Profesor Luciano Zacarías
El Estadio Luciano Zacarías, también llamado Cuatro Mojones, es un estadio de fútbol ubicado en la ciudad de Lambaré. Fue inaugurado en 1990 y ahora tiene 14500 espectadores y es utilizado principalmente como un estadio de fútbol. El estadio lleva el nombre de uno de los expresidentes y fundadores del club, Luciano Zacarías. El club Atlético Colegiales realiza sus partidos de local en este estadio.

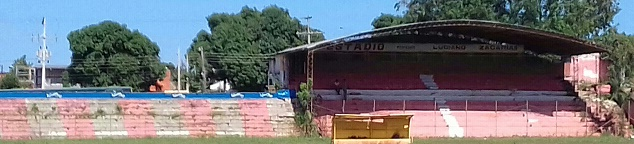
Vista del estadio.